# Gonocarpus teucrioides
Gonocarpus teucrioides là một loài thực vật có hoa trong họ Haloragaceae. Loài này được DC. miêu tả khoa học đầu tiên năm 1828.